# Pterotopteryx
Pterotopteryx is een geslacht van vlinders van de familie waaiermotten (Alucitidae).

## Soorten
- P. colchica Zagulajev, 1992
- P. dodecadactyla Hübner, 1813
- P. lonicericola Kuznetsov, 1978
- P. monticola Zagulajev, 1992
- P. tshatkalica Zagulajev, 1995